# Kadra Yusuf
Kadra Yusuf oder Kadra Noor (* 16. Juni 1980) ist eine somalisch-norwegische Aktivistin. Sie führt eine somalische Frauenvereinigung in Norwegen.
Im Jahr 2000 recherchierte sie in der somalischen Gemeinschaft Norwegens über die Verbreitung der Beschneidung von Frauen. Dabei deckte sie auf, dass viele norwegische Imame diese in Somalia verbreitete Praxis befürworten. Daraufhin wurde ein gesetzliches Verbot der Beschneidung eingeführt, und Kadra wurde mit dem Fritt-Ord-Preis für freie Meinungsäußerung geehrt. Sie lebt seitdem versteckt.
Im April 2007 rief sie zu einer Neuinterpretation des Koran auf, in der die Rechte muslimischer Frauen berücksichtigt werden sollten. Wenige Tage später wurde sie in Oslo von einer Gruppe männlicher und weiblicher somalischer Immigranten angegriffen und erlitt dabei Rippenbrüche. Die Angreifer zitierten während des Angriffs Suren des Koran und beschuldigten Kadra der Verunglimpfung desselben. Der Norwegische Islamische Rat verurteilte den Angriff. Zwei Tatverdächtige wurden verhaftet.